# Лэйфэн (стадион)
Стадион Лэйфэн — (кит. упр. 雷峰体育场, англ. Fushun Leifeng Stadium) — многофункциональный стадион, располагающийся в районе Шуньчэн городского округа Фушунь провинции Ляонин). В основном используется для проведения футбольных матчей. Вмещает 32,000, принимает матч клуба Суперлиги Китая по футболу «Ляонин Хувин».